# Lazar Bačić
Lazar Bačić  (Jasenovac, 1865. — Zagreb, 12. svibnja 1941.), bio je hrvatski trgovac i industrijalac, te rukovoditelj u srpskim društvenim organizacijama u Hrvatskoj.
Vodio je trgovinu u Jasenovcu, te je poslije ondje podigao ciglanu, elektranu, pilanu, tvornicu lanaca i ljevaonicu zvona.
Kao član Središnjeg odbora Srpske samostalne stranke bio je jedan od 53 Srba iz Hrvatske kojima se sudilo na Veleizdajničkom procesu u Zagrebu 1909. godine, te je u zatvoru proveo 16 mjeseci.
Bio je već te 1909. godine član uprave Srpskog privrednog društva "Privrednik" iz Zagreba, a bio je kasnije i među njegovim najznačajnijim donatorima: 1921. godine je Lazar Bačić tom društvu poklonio dvokatnicu na uglu Gajeve i Berislavićeve ulice Zagrebu.
1941. godine je lokacija s njegovim tvorničkim objektima u Jasenovcu nacionalizirana, te je poslije korištena kao radni dio Sabirnog logora Jasenovac.
Po njemu danas nosi ime Centar za inicijative i razvoj "Lazar Bačić", pri Srpskom privrednom društvu Privrednik Zagreb.
Umro je u Zagrebu 12. svibnja 1941. godine i pokopan je u obiteljskoj grobnici na Mirogoju.

## Vanjske poveznice
- Lazar Bačić  Arhivirana inačica izvorne stranice od 11. veljače 2021. (Wayback Machine), kod "Zapadni Srbi", 28. ožujka 2018. (srp.)